# Coenosia compressa
Coenosia compressa este o specie de muște din genul Coenosia, familia Muscidae, descrisă de Stein în anul 1904. Conform Catalogue of Life specia Coenosia compressa nu are subspecii cunoscute.